# Persea hexanthera
Persea hexanthera là loài thực vật có hoa trong họ Nguyệt quế. Loài này được L.E. Kopp miêu tả khoa học đầu tiên năm 1966.